# Climacocystis
Climacocystis är ett släkte av svampar. Enligt Catalogue of Life ingår Climacocystis i familjen Fomitopsidaceae, ordningen Polyporales, klassen Agaricomycetes, divisionen basidiesvampar och riket svampar, men enligt Dyntaxa är tillhörigheten istället familjen Hapalopilaceae, ordningen Polyporales, klassen Agaricomycetes, divisionen basidiesvampar och riket svampar.
|               | Antrodia                                 |
|               |                                          |
|               | Daedalea                                 |
|               |                                          |
|               | Fomitopsis                               |
|               |                                          |
|               | Sporotrichum                             |
|               |                                          |
|               | Pycnoporellus                            |
|               |                                          |
|               | Phaeolus                                 |
|               |                                          |
|               | Lasiochlaena                             |
|               |                                          |
|               | Ischnoderma                              |
|               |                                          |
|               | Fibroporia                               |
|               |                                          |
|               | Piptoporus                               |
|               |                                          |
|               | Laetiporus                               |
|               |                                          |
|               | Ptychogaster                             |
|               |                                          |
|               | Laricifomes                              |
|               |                                          |
| Climacocystis | \| \| Climacocystis borealis \| \| \| \| |
|               | \| \| Climacocystis borealis \| \| \| \| |
|               | Postia                                   |
|               |                                          |
|               | Pilatoporus                              |
|               |                                          |
|               | Buglossoporus                            |
|               |                                          |
|               | Amylocystis                              |
|               |                                          |
|               | Parmastomyces                            |
|               |                                          |
|               | Anomoloma                                |
|               |                                          |
|               | Gilbertsonia                             |
|               |                                          |
|               | Spelaeomyces                             |
|               |                                          |
|               | Fomitella                                |
|               |                                          |
|               | Anomoporia                               |
|               |                                          |
|               | Osteina                                  |
|               |                                          |
|               | Dacryobolus                              |
|               |                                          |
|               | Donkioporia                              |
|               |                                          |
|               | Auriporia                                |
|               |                                          |
|               | Xylostroma                               |
|               |                                          |
|               | Climacocystis borealis                   |
|               |                                          |

|  | Climacocystis borealis |
|  |                        |

## Källor

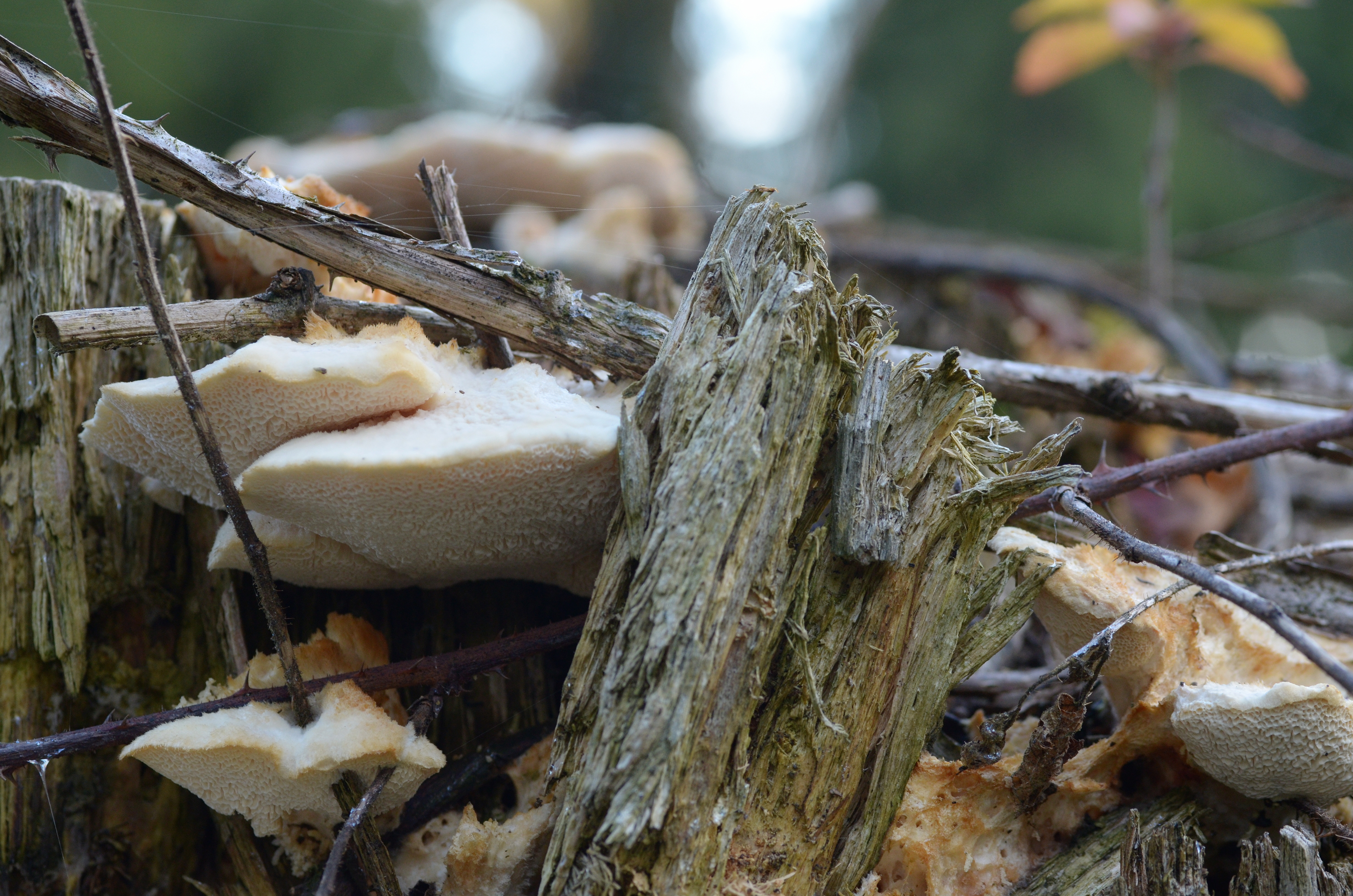
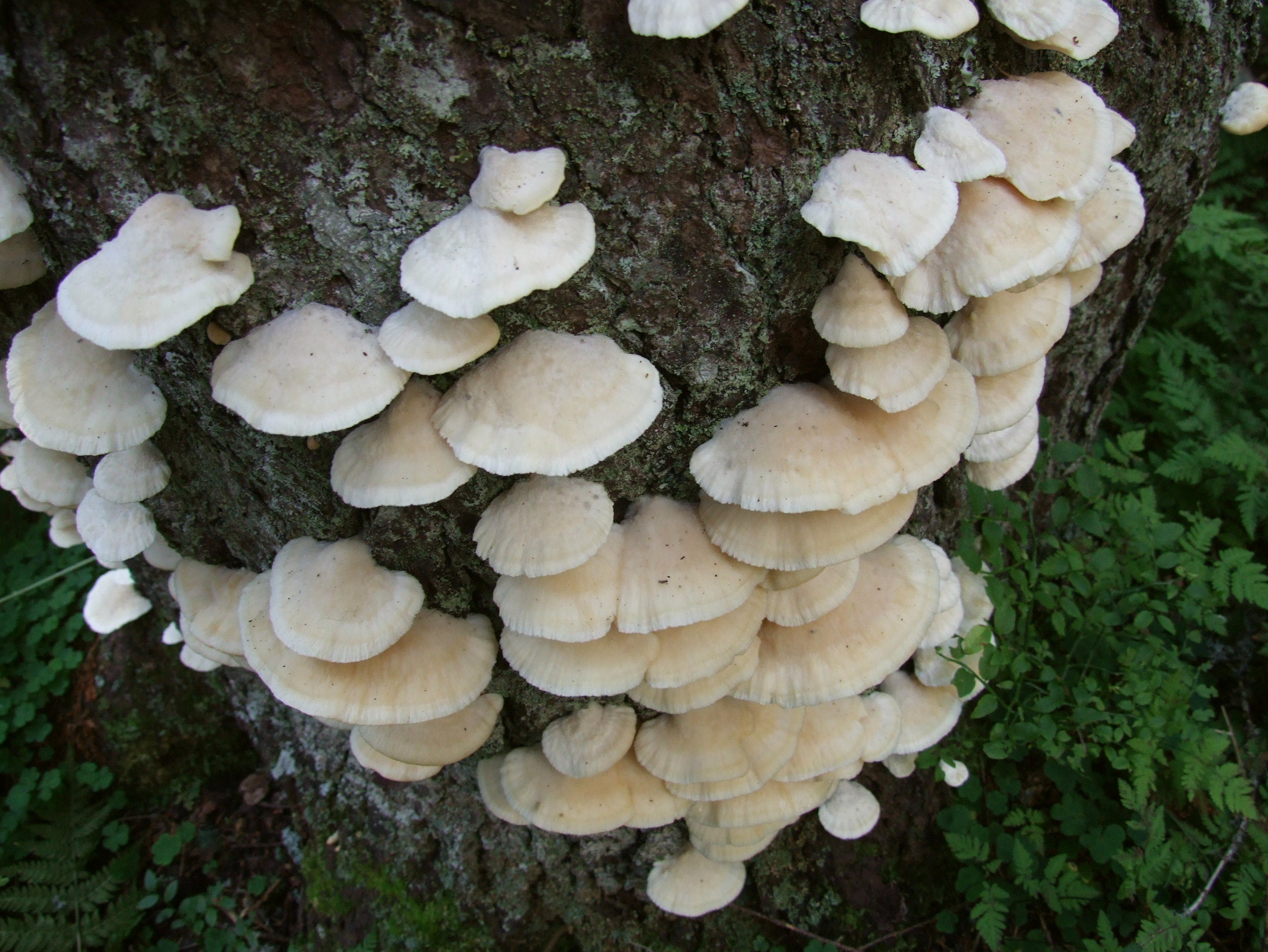